# Fuchs (herb szlachecki)
Fuchs (Foks, Fuks) – polski herb szlachecki z nobilitacji.

## Opis herbu
Opis zgodnie z klasycznymi regułami blazonowania:
W polu złotym lis wspięty, czerwony. Na hełmie czapka czerwona, z wyłogiem podbitym futrem gronostajowym, na niej klejnot – lis czerwony, siedzący, z uniesioną prawą łapą.

## Najwcześniejsze wzmianki
Nadany w 1520 rodzinie Fuchs (Fuks) z Gdańska.

## Herbowni
Jedna rodzina herbownych (herb własny):
Fuchs (Foks, Fuks).